# مالا بیستریتسه
مالا بیستریتسه (به چکی: Malá Bystřice) یک منطقهٔ مسکونی در جمهوری چک است که در ناحیه وستین واقع شده‌است. مالا بیستریتسه ۱۸٫۳۲ کیلومتر مربع مساحت و ۳۴۰ نفر جمعیت دارد و ۶۱۰ متر بالاتر از سطح دریا واقع شده‌است.